# Licinius római császár
Flavius Galerius Valerius Licinianus Licinius, általánosan elterjedt néven Licinius császár (Moesia Superior, 263 – Thessalonica, 325) 308-tól 324-ig római császár.

## Élete, uralkodása
Moesia Superiorban született, paraszti származasú volt. 297-ben Galerius-szal együtt vett részt a Perzsia elleni hadjáratban. Severus római császár halála után, 308. november 11-én Galerius a Carnuntumban tartott megbeszélésen elérte, hogy a nyugati részek augustusává nevezzék ki Liciniust. Licinius ezzel a ranggal együtt megkapta az Illyricum, Thrákia és Pannónia provinciák közvetlen parancsnokságát is.
A Carnuntumban meghozott döntésekkel azonban mind Constantinus, mind pedig Maximinus Daia elégedetlenek voltak, és csakhamar ők is augustussá kiáltották ki saját magukat, amit Galerius végül 310-ben el is ismert.
Galerius 311 májusában bekövetkezett halála után Licinius és Maximinus Daia felosztották egymás között Galerius egykori birodalomrészét úgy, hogy a Boszporusz és a Hellészpontosz vonala volt a határ területeik között.
A negyedik társuralkodó, Maxentius legyőzése után azonban I. Constantinus és Licinius szövetségre léptek és a szövetség megerősítése érdekében Licinius 313 márciusában Mediolanumban feleségül vette Flavia Julia Constantiát, I. Constantinus féltestvérét, és ekkor adták ki Constantinusszal közösen az úgynevezett Milánói ediktumot, ami újra engedélyezte a birodalomban a keresztények számára a szabad vallásgyakorlást.
A kialakuló szövetséget látva Maximinus Daia betört Licinius területeire, de 313. április 30-án Licinius döntő győzelmet aratott felette tzirralumi csatamezőn. Ezután a győzelem után Licinius saját magát a keleti részek császárává nyilvánította, Constantinus pedig megkapta a birodalom nyugati részeit.
314-ben azonban kitört a polgárháború Licinius és Constantinus között is. Az október 8-án Pannoniában lezajlott cibalea-i csatában , majd két évvel később Thrákiában a mardiai csatában is Constantinus került fölénybe. Ezután a két császár újra békét kötött egymással.
324-ben Constantinus társcsászára előrehaladott korára és népszerűtlen kicsapongásaira hivatkozva újra háborút indított Licinius ellen, és 324. július 3-án le is győzte Licinius csapatait az hadrianopolisi csatában körülzárva Liciniust Byzantiumban. Crispus, Constantinus legidősebb fia és egyben a nyugati birodalomrész caesarja szintén győzelmet aratott Licinius flottája felett a hellészpontoszi csatában, ezzel arra kényszerítve Liciniust, hogy Bithyniába vonuljon vissza. Itt sikerült őt végleg legyőzni 324. szeptember 18-án Khalkédón mellett, a chrysopoliszi csatában, ami után Licinius végleg lemondott. Thessalonicában egyfajta házi őrizetbe került, egy évvel később összeesküvés vádjával őt és egykori társuralkodóját, Sextus Martinianust is kivégeztette Constantinus, megszegve ezzel saját, fél évvel korábbi ígéretét.